# نادي فيتيل
نادي فيتيل لكرة القدم (بالفيتنامية:  Câu lạc bộ Bóng đá Viettel)‏ ويعرف باسم فيتيل ف سي، هو نادٍ فيتنامي محترف لكرة القدم مقره في هانوي. وينتمي إلى مركز فيتيل الرياضي، وهو جزء من مجموعة فيتيل التجارية ويشارك في الفئة الأولى من الدوري الفيتنامي.

## تاريخ النادي
تأسس النادي في عام 1954 باسم (نادي الجيش) التابع لوزارة الدفاع، في عام 2004 أنهى النادي الموسم محتلا المركز الحادي عشر (من أصل 12) وهبط إلى الدرجة الأدنى. بعد ذلك استبدل النادي اسمه إلى كونج فيتيل. في 19 يناير 2007 صعد النادي مرة أخرى إلى الدرجة الأولى من الدوري بعد فوزه على تاي نينه 5-3. في نوفمبر 2009 ، قررت وزارة الدفاع إزالة اسم «كونج» من اسم النادي، ونقل صلاحية إدارة نادي كرة القدم إلى مجموعة فيتيل. بعد موسم 2010 ، غيّر النادي اسمه مرة أخرى إلى فيتيل ف سي، كما غادر كرة القدم المحترفة طواعية وقرر النادي التركيز على تنمية الشباب، والبدء في المنافسة من جديد بدءا من الدرجة الرابعة لكرة القدم الفيتنامية. في عام 2016 عاد النادي إلى الدرجة الأولى من الدوري صاعدا من الدرجة الثانية.

## المشاركات القارية
| الموسم    | المسابقة               | الدور        | النادي                | الإياب | الذهاب | النتيجة |
| --------- | ---------------------- | ------------ | --------------------- | ------ | ------ | ------- |
| 1999–2000 | بطولة الأندية الآسيوية | الدور الأول  | هابي فالي             | منسحب  |        |         |
| 1999–2000 | بطولة الأندية الآسيوية | الدور الثاني | سوون سامسونغ بلووينغز | 1–1    | 0–6    | 1–7     |
| 2021      | دوري أبطال آسيا        | المجموعة F   | أولسان هيونداي        |        |        |         |
| 2021      | دوري أبطال آسيا        | المجموعة F   | لم يحدد               |        |        |         |
| 2021      | دوري أبطال آسيا        | المجموعة F   | باثوم يونايتد         |        |        |         |

## روابط خارجية
- الموقع الرسمي

لم يتم العثور على روابط لمواقع التواصل الاجتماعي.